# Гьоксу
Гьоксу (тур. Göksu, дослівно — «небесна вода»; лат. Saleph, дав.-гр. Καλύκαδνος) — річка на плато Ташелі в Туреччині. Обидва її витоки беруть початок у Таврських горах — північний у горах Геїк, а південний — у горах Хайдар і зливаються в єдину річку південніше міста Мут, що впадає в Середземне море в 16 км  східніше від Сіліфке (в провінції Мерсін).

## Опис
Річка Гьоксу має довжину 260 км і впадає в Середземне море 16 км на південний схід від Сіліфке (в провінції Мерсін). Дельта Гьоксу, включаючи озеро Акгьол і лагуну Параденіз, є одним із найважливіших районів гніздування птахів на Близькому Сході. Тут зафіксовано понад 300 видів птахів., зокрема тут розмножуються фламінго, чаплі, бджолоїдки, зимородки, чайки, солов'ї та очеретянки. Також тут відкладає яйця Довгоголова морська черепаха (Caretta caretta), яка перебуває під загрозою зникнення.
Оскільки увага громадськості в цій частині Туреччини мінімальна, через зростаючий попит місцевих жителів на літнє житло і невжиття необхідних запобіжних заходів, екосистема навколо озера Акгьол і лагуни Параденіз знаходиться у великій небезпеці.

## Історія

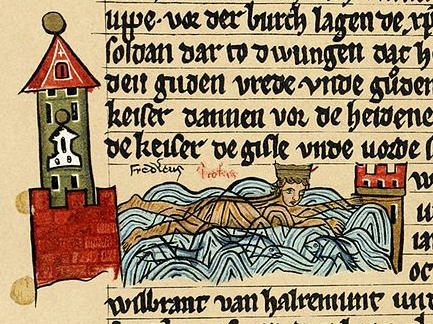
Барбаросса тоне в Салефі, Sächsische Weltchronik (прибл. 1280)

Згідно Апамейського мирного договору, укладеного у 188 році до н. е. між Римською республікою та правителем імперії Селевкідів Антіохом III після завершення Римсько-Селевкідської війни, правитель Сирії Антіох III повністю відмовитися від претензій на території в Малій Азії на захід від річки Гьоксу, що на той час називалась Калікадмос (дав.-гр. Καλύκαδνος), які відходили Пергаму і Родосу.
У 1190 році, під час Третього хрестового походу, у цій річці, яка на той час була відома під латинською назвою Салеф (лат. Saleph) і знаходилася на території Вірменського королівства Кілікії потонув імператор Фрідріх Барбаросса. У березні хрестоносці досягли Малої Азії, де імператор продовжив похід до Святої Землі. Розграбувавши місто Конья і розгромивши сили султанату Рум у битві при Іконії, його війська прибули до берегів річки 10 червня.
Існує кілька суперечливих поглядів щодо обставин раптової смерті імператора, які остаточно так і не були не встановлені. Згідно з одними джерелами, імператор потонув у річції, коли намагався перепливти її біля Сіліфке. Інші хроніки повідомляють, що він хотів освіжитись від денної спеки і під час купання отримав серцевий напад. Останки Фрідріха були збережені згідно з процесом Тевтоніка та перенесені його послідовниками до Тарсу, Антіохії та Тиру.
Опинившись без лідера, німецька хрестоносна армія розпорошилася; залишки пізніше приєдналися до облоги Акри. Пам'ятник на честь Барбаросси був споруджений на дорозі з Сіліфке в Мут.